# Paul Bonno
Paul Bonno (nascido em 29 de janeiro de 1954) é um ex-ciclista francês que competiu na perseguição por equipes de 4 km nos Jogos Olímpicos de Verão de 1976, terminando na nona posição.